# Вилштет (Доња Саксонија)
Вилштет (њем. Wilstedt) град је у њемачкој савезној држави Доња Саксонија. Једно је од 57 општинских средишта округа Ротенбург (Виме). Према процјени из 2010. у граду је живјело 1.675 становника. Посједује регионалну шифру (AGS) 3357055.

## Географски и демографски подаци
Вилштет се налази у савезној држави Доња Саксонија у округу Ротенбург (Виме). Град се налази на надморској висини од 15 метара. Површина општине износи 18,3 km². У самом граду је, према процјени из 2010. године, живјело 1.675 становника. Просјечна густина становништва износи 92 становника/km².